# Hvítserkur

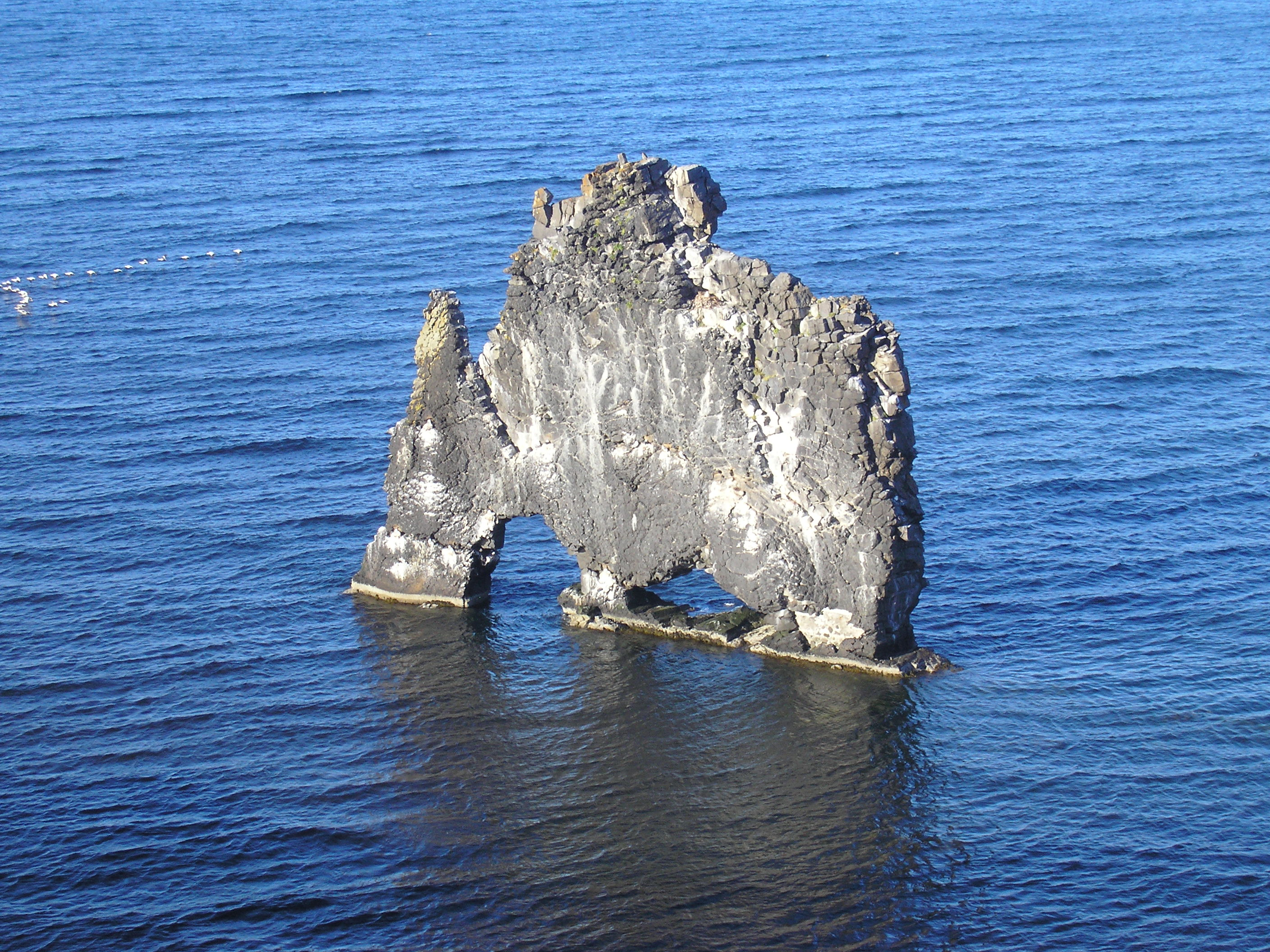
Hvítserkur

Hvítserkur es un farallón basáltico en la costa este de la península de  Vatnsnes, en Norðurland Vestra, Islandia.
La roca cuenta con dos arcos en la base, los cuales le dan la apariencia de un dragón bebiendo agua. La base de la estructura ha sido reforzada con hormigón para preservarla.
Varias especies de gaviotas y fulmares, viven en Hvítserkur y su nombre ("camisa blanca" en Islandés) se debe al color del guano depositado en las rocas.
Guarda un gran parecido con el Arco del Cabo San Lucas en Baja California Sur, México.